# Sarvābād (kommunhuvudort i Iran)
Sarvābād (persiska: سرو آباد, سولاوِه, سَرّ آباد) är en kommunhuvudort i Iran.   Den ligger i provinsen Kurdistan, i den nordvästra delen av landet, 500 km väster om huvudstaden Teheran. Sarvābād ligger 1 184 meter över havet och antalet invånare är 3 707.
Terrängen runt Sarvābād är varierad. Sarvābād ligger nere i en dal.Runt Sarvābād är det ganska tätbefolkat, med 60 invånare per kvadratkilometer. Sarvābād är det största samhället i trakten. Trakten runt Sarvābād består till största delen av jordbruksmark.